# Winfried Baumgart
Winfried Baumgart (Streckenbach, 29 september 1938) is een Duitse historicus. Zijn werk richt zich vooral op de Duitse geschiedenis in de negentiende eeuw en de eerste decennia van de twintigste eeuw. Zijn historiografische gids van de Duitse geschiedenis, die voor het eerst verscheen in 1971, bleek populair genoeg om 16 edities te bereiken tegen 2006.

## Leven
Baumgart werd geboren in Streckenbach, een gehucht bestuurd als onderdeel van Jawor op het platteland van Neder-Silezië ten westen van Breslau. Zijn vader was een spoorwegambtenaar. Toen hij zes was, werd zijn familie meegesleurd in de etnische zuivering van die tijd, en hij vluchtte met zijn twee broers naar de streek van Oldenburg in het Noordwesten van de Britse zone. Daar groeide hij op.
Tussen 1958 en 1963 studeerde hij Geschiedenis en Engelse taal aan de Saarland Universiteit in Saarbrucken. De cursus omvatte ook een jaar in het buitenland, wat in het geval van Baumgart werd verdeeld tussen Edinburgh en Genève. Zijn ambitie op dat moment was om een middelbareschoolleraar te worden. Tegelijkertijd kwalificeerde hij zich en werkte hij als simultaanvertaler (Engels, Frans, Russisch, Duits). Maar nadat hij een baan aangeboden kreeg als onderzoeksassistent aan de universiteit, besloot hij zijn eerdere ambities opzij te zetten en een academische carrière na te streven. Hij behaalde zijn doctoraat in Saarbrücken in 1965, voor een proefschrift getiteld "Duits oostelijk beleid in de zomer van 1918" ("Deutsche Ostpolitik im Sommer 1918. Zwischen Brest-Litowsk und Compiègne"). Het doctoraat werd begeleid door Konrad Repgen. Hij ontving zijn habilitatie in Bonn in 1971, met een onderzoek getiteld "De Vrede van Parijs 1856. Onderzoek naar de relatie tussen oorlog, politiek en vredesbeweging. ("Der Friede von Paris 1856. Studien zum Verhältnis von Kriegführung, Politik und Friedensbewegung"). Tussen 1966 en 1970 onderhield hij zichzelf als onderzoeksassistent aan de Universiteit van Saarland, met een overplaatsing naar Bonn in 1970. In 1971 werd hij gastdocent in Geschiedenis aan de Universiteit van Bonn. Twee jaar later, in 1973, kreeg hij een volledig hoogleraarschap in Middeleeuwse en Moderne Geschiedenis in Mainz. Hier heeft hij een reputatie opgebouwd met onderzoek naar met name Frederick II, Clausewitz, Moltke en Bismarck. Hij nam ook diverse gastleraarschappen aan in Georgetown University (1977/78), New Sorbonne (1988/89), Glasgow (1990/91) en Riga (1993). Hij is met pensioen sinds 2003.